# Wohnhaus Violenstraße 9
Das Wohnhaus Violenstraße 9 befindet sich in Bremen, Stadtteil Mitte, Violenstraße 9 Ecke Glockengang 8. Es entstand 1894 nach Plänen von H. Rotermund.
Das Gebäude steht seit 1973 unter Bremer Denkmalschutz.

## Geschichte

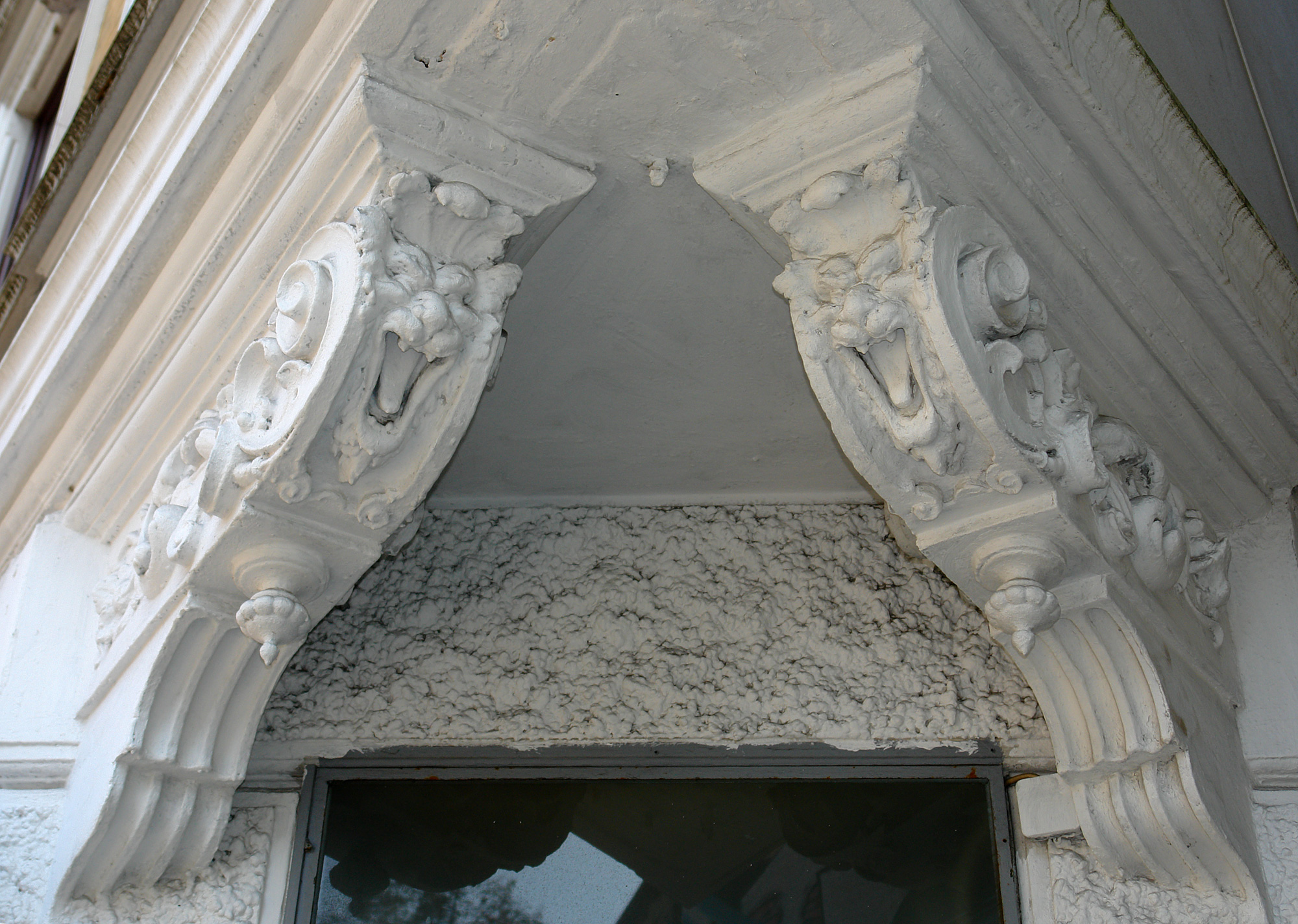
Eingangsdetail

Das kleine, dreigeschossige, verklinkerte, zweiachsige, tiefe Eckhaus mit Walmdach und einem ausgeprägten Traufgesims wurde 1894 in der Epoche des Historismus im Stil der Neorenaissance als Wohnhaus mit Bierhalle für Hermann Friedrich Pieper gebaut. Über den vier Fenstern befinden sich Köpfe aus Stein. Das vorhandene Haus wurde zuvor abgerissen. Da die Absicht bestand die Buchtstraße zu verbreitern, wurde die Bauflucht des Neubaus bereits zurückgesetzt. Gegenüber steht im gleichen Stil das große Gerichtsgebäude. Daneben stehen als Nr. 11 Haus Wichelhausen und das Haus Violenstraße 13.
 
Heute (2018) wird das sanierte Gebäude durch die Eckkneipe Leinen Los, Wohnungen und Büros genutzt.
Die Violenstraße wurde nach der Pflanzengattung Veilchen (Viola) benannt.